# Altercatio Ecclesiae et Synagogae

Altercatio Ecclesiae et Synagogae (« La controverse entre Église et synagogue ») est un écrit anonyme rédigé au Ve siècle, attribué à tort à Augustin, au début du conflit chrétien sur la délégitimation du judaïsme.   

## Édition du texte
- Jocelyn N. Hillgarth (ed. ), Altercatio ecclesiae et synagogae, Brepols, Turnhout, 1999, Corpus Christianorum, Series Latina, vol. 69a